# Pilumnus parapilumnoides
Pilumnus parapilumnoides is een krabbensoort uit de familie van de Pilumnidae. De wetenschappelijke naam van de soort is voor het eerst geldig gepubliceerd in 1970 door Takeda & Miyake.